# Comité intérimaire

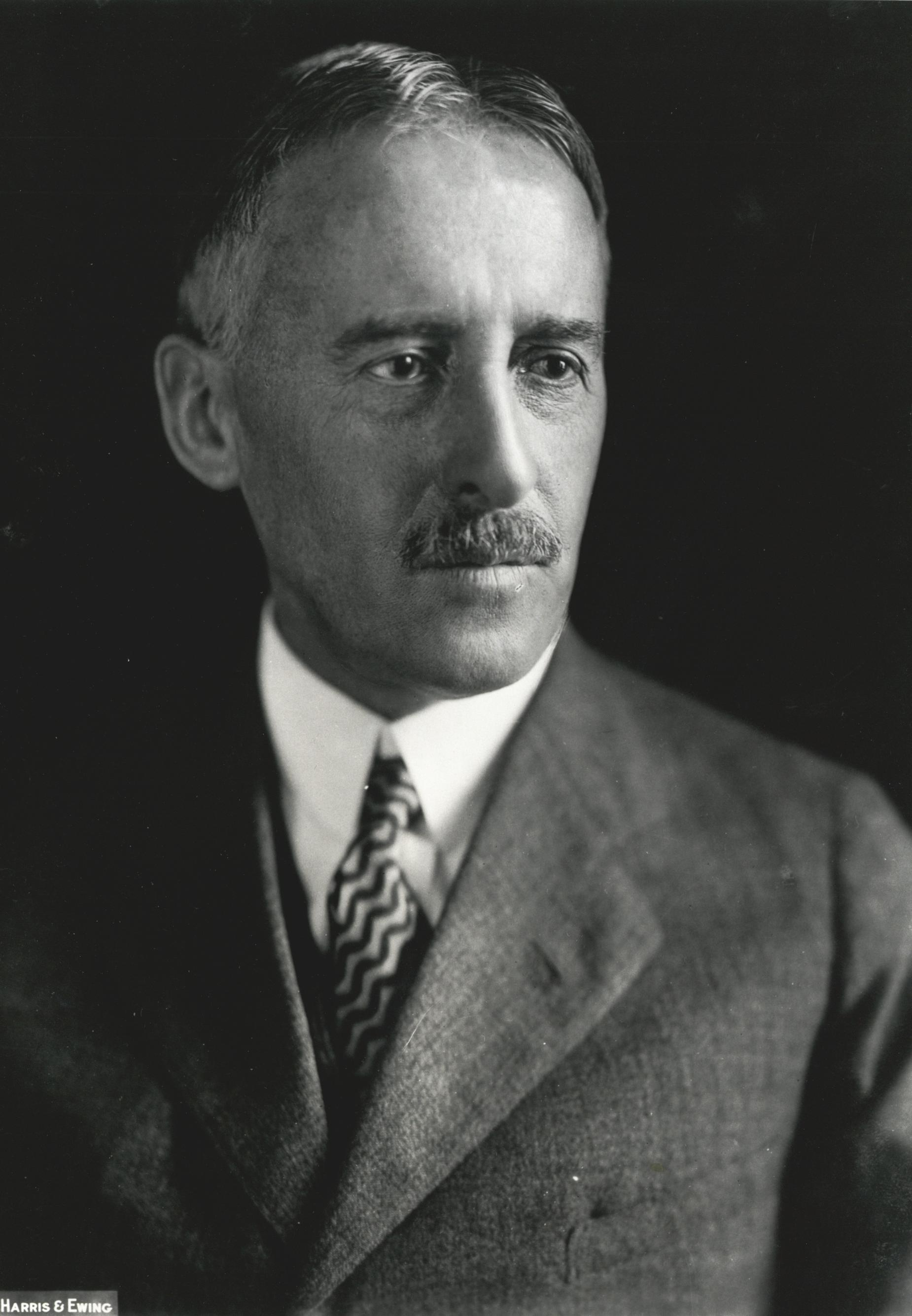
Henry Stimson en 1929

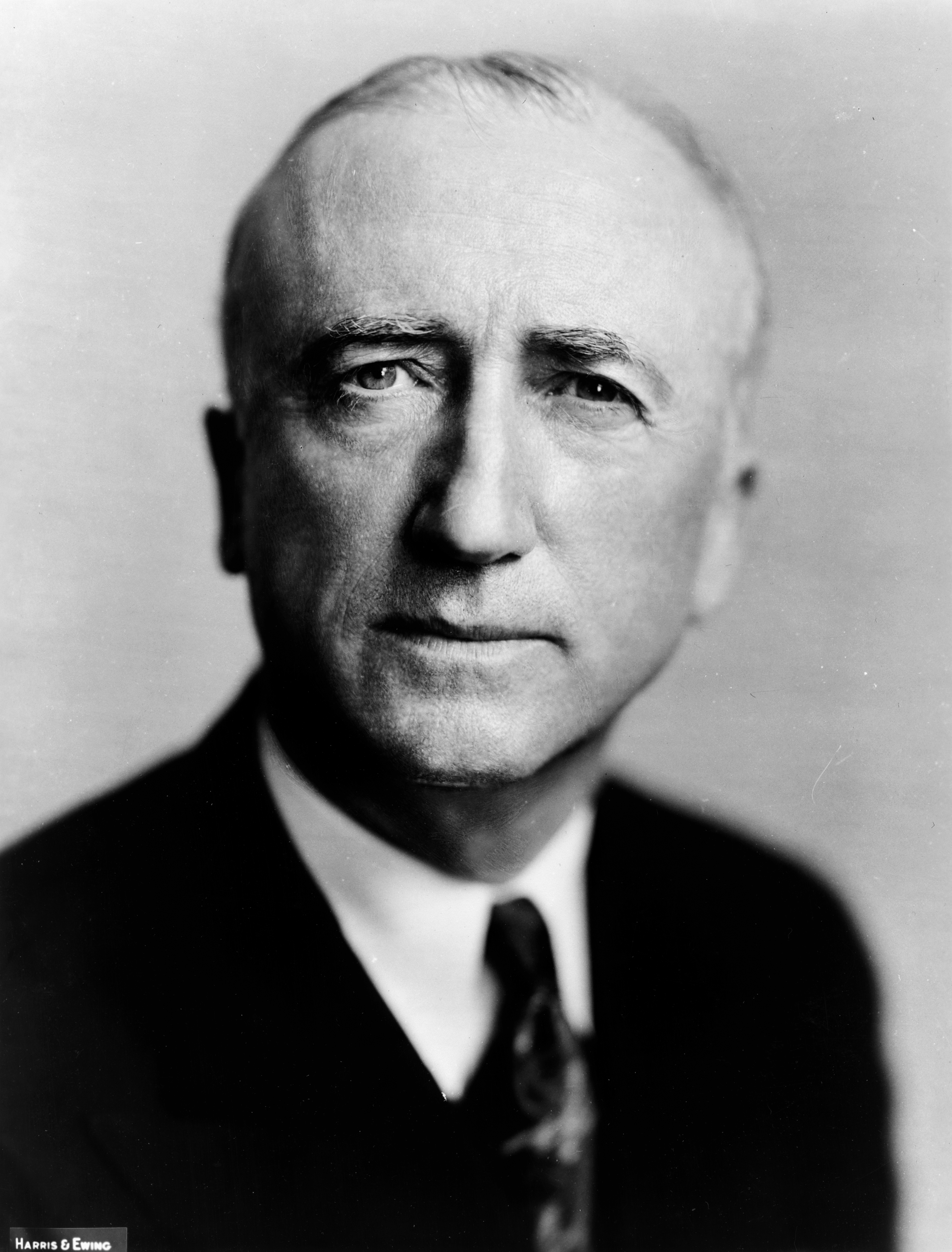
James F. Byrnes

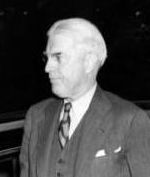
William L. Clayton

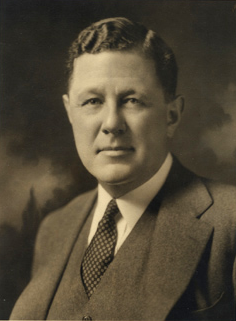
George L. Harrison

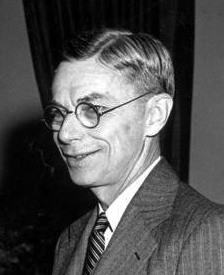
James B. Conant

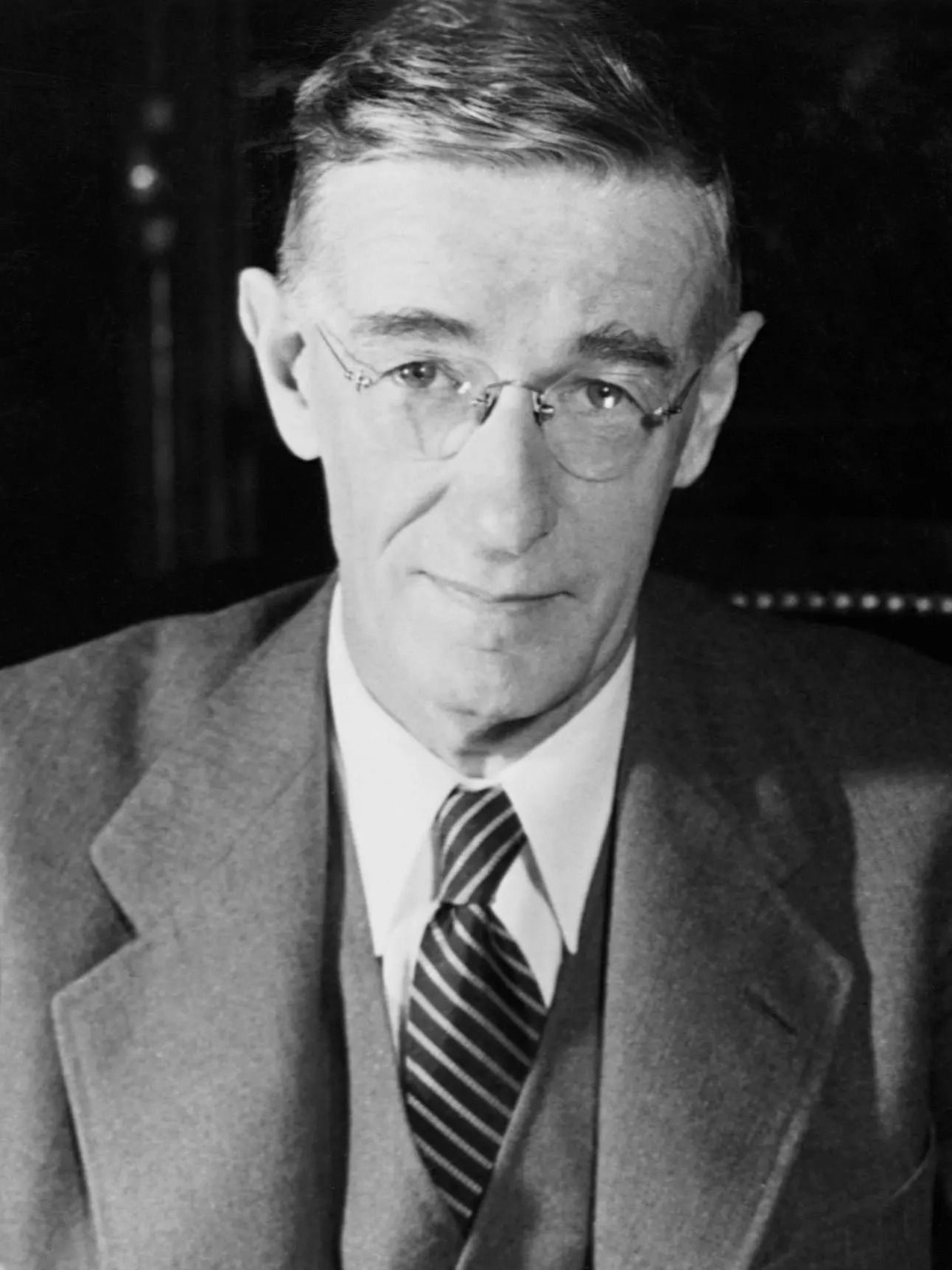
Vannevar Bush

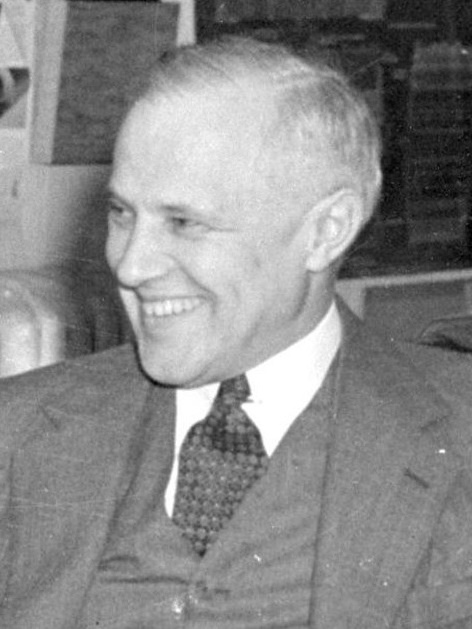
Karl Taylor Compton

Le comité intérimaire est un groupe secret de haut niveau créé en mai 1945 par le secrétaire à la Guerre des États-Unis, Henry L. Stimson à la demande des dirigeants du projet Manhattan et avec l’accord du président Harry S. Truman pour conseiller sur les questions relatives à l’énergie nucléaire. Composé d’éminentes personnalités politiques, scientifiques et industrielles, le comité intérimaire dispose d'un mandat très large qui comprend de conseiller le Président sur le contrôle et la diffusion de l'information en temps de guerre et de faire des recommandations sur les politiques et les contrôles d’après guerre relatifs à l’énergie nucléaire, dont la législation. Son premier devoir est de conseiller sur la manière dont les armes nucléaires devraient être employées contre le Japon. Plus tard, il conseille sur la législation pour le contrôle et la régulation de l’énergie nucléaire.

## Composition
Stimson lui-même en est le président. Les autres membres sont : James F. Byrnes, ancien sénateur américain et bientôt secrétaire à la Guerre, en tant que représentant personnel du président Truman; Ralph Austin Bard (en), sous-secrétaire de la Marine; William L. Clayton (en), assistant au secrétaire à la Guerre; Vannevar Bush, directeur du Office of Scientific Research and Development et président de la Carnegie Institution; Karl Taylor Compton, chef du bureau des services techniques au bureau de la recherche et du développement scientifique et président du Massachusetts Institute of Technology; James B. Conant, président du comité national de recherche et de défense et président de l'Université Harvard; et George L. Harrison, assistant de Stimson et président de la New York Life Insurance Company. Harrison préside le comité en l’absence de Stimson mais Byrnes, en tant que représentant personnel du Président en est probablement le membre le plus influent.
Le Comité intérimaire tient sa première réunion le 9 mai 1945, Stimson commence par une description des grandes lignes de son mandat, qui consiste notamment à conseiller le Président sur le contrôle et la divulgation d'informations en temps de guerre et à formuler des recommandations sur le contrôle et la politique de l'énergie nucléaire, y compris la législation, d'après-guerre. Le Comité intérimaire n'est pas spécifiquement chargé de faire des recommandations sur l'utilisation militaire des armes nucléaires, mais la composition de la commission et la relation étroite entre l'utilisation en temps de guerre des armes nucléaires et des politiques d'après-guerre à leur égard conduit inévitablement à la participation du Comité intérimaire.

## Décision relative à l'emploi des armes atomiques
La plus immédiate des tâches du comité, celle qui a fait l'objet de beaucoup de controverse ultérieure, est de faire des recommandations concernant l'utilisation de la bombe atomique contre le Japon. Le consensus auquel est parvenu le Comité au cours d'une réunion tenue le 1er juin 1945, est décrit comme suit dans le journal de la réunion:

« M. Byrnes a recommandé, et le Comité en est convenu, que le secrétaire à la guerre doit être informé que, tout en reconnaissant que le choix final de la cible était essentiellement une décision militaire, le point de vue actuel de la Commission est que la bombe doit être utilisée contre le Japon dès que possible; qu'elle soit utilisée sur une usine de guerre entourée par les maisons de travailleurs; et qu'elle soit utilisée sans préavis »

Un membre, Bard, plus tard est en désaccord avec cette décision et dans un mémorandum à Stimson défend l'idée d'un avertissement au Japon avant d'utiliser la bombe.
Pour en arriver à sa conclusion, le Comité est conseillé par un groupe scientifique de quatre physiciens du Manhattan Project : Enrico Fermi et Arthur H. Compton du Metallurgical Laboratory à l'université de Chicago; Ernest O. Lawrence du laboratoire de radiation à l'université de Californie à Berkeley et Robert Oppenheimer, qui dirige le programme d'assemblage de la bombe au laboratoire national de Los Alamos. En renfort de la décision arrêtée le 1er juin, les scientifiques écrivent dans un rapport officiel le 16 juin:

« Les opinions de nos collègues scientifiques sur l'utilisation initiale de ces armes ne sont pas unanimes : elles vont de la proposition d'une manifestation purement technique à celle de l'application militaire la mieux conçue pour induire la reddition. Ceux qui préconisent une démonstration purement technique souhaiteraient interdire l'utilisation des armes atomiques et ont craint que si nous utilisons les armes maintenant, il sera porté atteinte à notre position dans les négociations futures. D'autres mettent l'accent sur la possibilité de sauver des vies américaines par l'utilisation militaire immédiate et estiment qu'une telle utilisation permettra d'améliorer les perspectives internationales, en ce sens qu'ils sont plus préoccupés par la prévention de la guerre que l'élimination de cette arme spécifique. Nous nous trouvons près de ces derniers points de vue; nous ne pouvons proposer aucune démonstration technique susceptible de mettre un terme à la guerre; nous ne voyons aucune alternative acceptable à un usage militaire direct »

Bien que la recommandation du comité est adressée à Stimson, Byrnes part directement de la réunion du 1er juin pour informer Truman, qui souscrit à l'avis de la commission. Après avoir examiné le rapport du groupe scientifique le 21 juin, le Comité réaffirme sa position :

« ...que l'arme soit utilisée contre le Japon à la première occasion, qu'elle soit utilisée sans avertissement et qu'elle soit utilisée sur un double objectif, à savoir, une installation militaire ou une usine de guerre entourée par ou à proximité de maisons ou d'autres bâtiments les plus susceptibles d'être endommagés »

## Information de la presse
Le Comité intérimaire est chargé de la préparation de déclarations préparées distinctes pour le Président et le secrétaire à la guerre qui doivent être communiquées lorsque les armes nucléaires auront été utilisées. La tâche de leur rédaction est confiée à William L. Laurence. Celui-ci les soumet à Arthur W. Page (en) pour examen qui à son tour les transmet au Comité intérimaire. Lors de sa réunion du 6 juillet, le Comité intérimaire examine et adopte un ensemble de suggestions britanniques. Le projet final du discours du président Truman lui est remis à la conférence de Potsdam le 1er août. À la suite du largage d'une bombe atomique sur la ville japonaise de Hiroshima le 6 août, Truman lit le communiqué de presse qui déclare :

« Avec cette bombe, nous avons ajouté une nouvelle et révolutionnaire capacité de destruction pour compléter la montée en puissance de nos forces armées. Dans leur forme actuelle, ces bombes sont maintenant en production et des formes encore plus puissantes sont en développement.
Il s'agit d'une bombe atomique. Il s'agit d'une exploitation de la puissance de base de l'univers. La force à partir de laquelle le soleil tire sa puissance a été lâchée contre ceux qui ont apporté la guerre en Extrême-Orient »

## Législation postérieure à la guerre
En juillet 1944, avant que le Comité intérimaire ne soit formé, Bush, Conant et Irvin Stewart ont avancé une proposition pour une législation visant à contrôler l'énergie nucléaire. Conant soumet les propositions au Comité intérimaire lors de sa réunion du 9 juillet 1945. Harrison amène deux avocats expérimentés, Kenneth Claiborne Royall et William L. Marbury, pour prendre en charge la rédaction de la législation. Leur projet de loi prévoit la création d'une commission de neuf personnes constituée de cinq civils et quatre militaires. Il accorde à la commission de larges pouvoirs pour acquérir des biens, exploiter des installations, effectuer des recherches et réglementer toutes les formes de l'énergie nucléaire. Le projet de loi Royall-Marbury est examiné par le Comité intérimaire lors de sa réunion du 19 juillet et révisé en fonction de leurs suggestions. Le projet de loi est transmis au Président en août. Le comité intérimaire se réunit à nouveau le 28 septembre pour discuter de la stratégie législative. Le projet de loi Royall-Marbury est présenté au Congrès des États-Unis par Andrew J. May (en) président de la Commission des forces armées de la Chambre des représentants, et le sénateur Edwin C. Johnson (en), haut responsable du Comité des forces armées du Sénat, le 3 octobre. Elle devient alors connue sous le nom « projet de loi May-Johnson ».
Le projet de loi May-Johnson rencontre bientôt des difficultés. Bien que le Comité intérimaire est déchargé en novembre, il se réunit une fois de plus en décembre pour discuter des amendements au projet de loi de May-Johnson. Le 20 décembre 1945, le sénateur Brien McMahon présente un projet de loi sénatorial alternatif sur l'énergie atomique, qui devient rapidement connu comme le projet de loi McMahon. C'est d'abord un projet de loi très libéral en matière de contrôle de la recherche scientifique, largement soutenu par les scientifiques. McMahon limite la controverse à une question de contrôle militaire contre contrôle civil de l'énergie atomique, bien que le projet de loi May-Johnson prévoit également le contrôle civil de l'énergie atomique. En 1946, plusieurs révisions majeures sont apportées au projet de loi McMahon afin d'apaiser les éléments les plus conservateurs du Sénat. Le projet de loi résultant passe au Sénat et à la Chambre, sans modifications majeures. Le 1er août 1946, Truman signe le projet de loi McMahon qui devient la loi comme loi de 1946 sur l'énergie atomique.

## Source de la traduction
- (en) Cet article est partiellement ou en totalité issu de l’article de Wikipédia en anglais intitulé « Interim Committee » (voir la liste des auteurs).